# Hypocacculus amabilis
Hypocacculus amabilis är en skalbaggsart som beskrevs av Penati och Vienna 1995. Hypocacculus amabilis ingår i släktet Hypocacculus och familjen stumpbaggar. Inga underarter finns listade i Catalogue of Life.